# Albrecht 1. af Braunschweig
Albrecht 1., også kaldet Albrecht den Store (tysk: Albrecht der Große) og Albrecht den Lange (tysk: Albrecht der Lange; latin: Albertus Longus), (født 1236, død 15 august 1279), var en tysk fyrste af Huset Welf, der var den anden hertug af Hertugdømmet Braunschweig-Lüneburg sammen med sin bror Johan 1. af Braunschweig-Lüneburg fra 1252 til hertugdømmets deling i 1269, hvorefter han frem til 1279 var den første hersker i det delfyrstendømme, der skulle udvikle sig til fyrstendømmet Braunschweig-Wolfenbüttel. Han var søn af hertug Otto 1. af Braunschweig-Lüneburg (1204–1252) og Mathilde af Brandenburg (død 1261).
Han blev indblandet i dansk politik, og blev indkaldt i 1262 til Danmark af den minderårige Erik Klippings moder Margrete Sambiria til hjælp mod Erik Abelsøn af Slesvig.

## Ægteskab og børn
Albrecht den Store giftede sig første gang i Braunschweig 13 juli 1254 med Elisabeth af Brabant (1243–1261). Albrecht giftede sig anden gang i Kenilworth 1263 med Alessina af Montferrat (død 1285). Parret fik følgende børn:
- Henrik 1. (1267–1322), hertug af Braunschweig-Grubenhagen 1291–1322
- Albrecht 2. (død 1318), hertug af Braunschweig-Wolfenbüttel-Göttingen.
- Vilhelm 1. (ca. 1270–1292), hertug af Braunschweig-Lüneburg.

## Eksterne links
- Albert 1., den Store, Hertug af Brunsvig i Dansk Biografisk Leksikon (1. udgave, bind 1, 1887), forfattet af C. Weeke
- Albrecht I. på hjemmesiden Die Welfen (tysk)